# Acacia dudgeoni
Acacia dudgeoni là một loài thực vật có hoa trong họ Đậu. Loài này được Holland miêu tả khoa học đầu tiên.